# 登特 (愛達荷州)
登特（英語：Dent）是位於美國愛達荷州清水縣的一個非建制地區。

## 地理
登特的座標為46°37′26″N 116°12′12″W / 46.62389°N 116.20333°W，而該地的平均海拔高度為646米（即2119英尺）。